# Чёбаково (деревня)
Чёбаково — деревня в Тутаевском районе Ярославской области. Входит в состав Чёбаковского сельского поселения.

## География
Находится в центральной части Ярославской области на расстоянии менее 1 км на север по прямой от поселка Чёбаково.

## История
Деревня была отмечена еще на карте 1798 года. В 1859 году здесь (тогда деревня Романово-Борисоглебского уезда Ярославской губернии) было учтено 18 дворов, в 1898 — 19.

## Население
Численность населения: 113 человек (1859 год), 18 (русские 100 %) в 2002 году, 20 в 2010.